# Eldin Latik
Eldin Latik, né le 22 décembre 2002 au Luxembourg, est un footballeur luxembourgeois qui joue au poste de gardien de but au FC Progrès Niederkorn.

## Biographie

### FC Rodange 91 (2019-2021)
Formé au sein du club, la carrière du joueur débute au FC Rodange 91, alors en BGL Ligue.
Il dispute son premier match le 2 mai 2021 lors de la 25e journée de championnat face au RM HAMM Benfica (défaite trous buts à deux).

### FC Progrès Niederkorn (depuis 2021)
En 2021, il s'engage avec le FC Progrès Niederkorn.
Titulaire lors de la finale de la Coupe du Luxembourg face au FC Swift Hesperange, il permet en grande partie à son club de remporter le trophée lors de la séance de tirs au but,.
Quelques mois plus tard, il remporte la Supercoupe du Luxembourg face au FC Differdange 03.

## Palmarès
| FC Progrès Niederkorn (2) :                                                                                               |
| --- |
| - BGL Ligue - Vice-champion : 2023 - Coupe du Luxembourg - Vainqueur : 2024 - Supercoupe du Luxembourg - Vainqueur : 2024 |